# Puègbrun
Puègbrun (en francès Puybrun) és un municipi francès situat al departament de l'Òlt i a la regió d'Occitània.

## Demografia
| 1962                                       | 1968 | 1975 | 1982 | 1990 | 1999 | 2006 | 2017 |
| ------------------------------------------ | ---- | ---- | ---- | ---- | ---- | ---- | ---- |
| 631                                        | 676  | 644  | 630  | 672  | 733  | 846  | 1005 |
| Des de 1962: població sense dobles comptes |      |      |      |      |      |      |      |

## Administració
| Període   | Identitat           | Partit |
| --------- | ------------------- | ------ |
| 1995-2020 | Jacques Lorblanchet |        |
| 2020-     | Pascale Cieplak     |        |